# Dumitru Armăşel
Dumitru Armăşel (romanès: Dumitru Armășel)  (1901 - valor desconegut) va ser un jugador de rugbi a 15 romanès que va competir durant la dècada de 1920.
El 1924 va ser seleccionat per jugar amb la selecció de Romania de rugbi a 15 que va prendre part en els Jocs Olímpics de París, on guanyà la medalla de bronze.